# Comté de Kanawha
Le comté de Kanawha est un  comté des États-Unis situé dans l’État de Virginie-Occidentale. En 2000, la population était de 200 073 habitants. Son siège est Charleston. Il doit son nom au terme indigène Kanawha signifiant lieu de pierres blanches

## Communautés

### Cities
- Charleston (siège)
- Dunbar
- Marmet
- Montgomery (en partie)
- Nitro (en partie)
- Smithers (en partie)
- South Charleston
- Saint Albans

### Town
- Belle
- Cedar Grove
- Chesapeake
- Clendenin
- East Bank
- Glasgow
- Handley
- Pratt

### Census-designated places
- Alum Creek
- Big Chimney
- Chelyan
- Coal Fork
- Cross Lanes
- Elkview
- Jefferson
- Pinch
- Rand
- Shrewsbury
- Sissonville
- Tornado